# Gukhoe Uisadang (metropolitana di Seul)
Parlamento (국회의사당역 - 國會議事堂驛, Gukhoe Uisadang-yeok ) è una stazione della metropolitana di Seul servita dalla linea 9 della metropolitana di Seul e si trova nel quartiere di Yeongdeungpo-gu, a Seul. Per la presenza del Parlamento sudcoreano, in inglese la stazione è chiamata National Assembly Station.

## Linee
Metro 9
● Linea 9 (Codice: 914)

## Struttura
La stazione è costituita da due banchine laterali protette da porte di banchina. Presso la stazione fermano solo i treni locali
| Direzione Gaehwa       | ● Linea 9 | per Dangsan, Yeomchang, Gayang, Gimpo Aeroporto e Gaehwa       |
| Direzione Sin-Nonhyeon | ● Linea 9 | per Yeouido, Dongjak, Autostazione Extraurbana e Sin-Nonhyeon, |

## Stazioni adiacenti
| «        | Servizio        | »        |
| Linea 9  | Linea 9         | Linea 9  |
| -------- | --------------- | -------- |
| Dangsan  | Locale (일반)   | Yeouido  |
| Transito | Espresso (급행) | Transito |